# Гаскелл, Соня
Со́ня Га́скелл (нидерл. Sonia Gaskell, урождённая Сара Гаскелите; 14 апреля 1904, Вилкавишкис, Сувалкская губерния Российской империи — 9 июля 1974, Париж) — балетмейстер и педагог, видный деятель голландского балета.

## Биография
Сара была второй из пяти дочерей состоятельного торговца зерном Соломона Гаскелла и его жены Анны Карновской. Начала учиться балету в Харькове, в 1921 году эмигрировала в Палестину, затем переехала в Париж, где занималась у балерины Мариинского театра Любови Егоровой. 
В 1936—1939 годах преподавала в Париже, с 1939 года — в Амстердаме. Организовала там собственную труппу «Балле рисайтл». С 1954 года возглавляла Нидерландский балет, в 1959—1967 годах — Амстердамский балет (с 1961 — Голландский национальный балет). Была среди основателей Королевской консерватории в Гааге. Педагогическая и организаторская деятельность Гаскелл сыграла большую роль в создании и развитии балета в Голландии. Среди её учеников — Одри Хепберн, Ханс ван Манен, Александра Радиус.